# کریستین روپر
کریستین روپر (انگلیسی: Christine Roper؛ زادهٔ ۱۵ مهٔ ۱۹۹۰) قایقران روئینگ زن اهل کانادا است.
وی در مسابقات کشوری و بین‌المللی در مجموع برندهٔ ۲ مدال طلا، ۴ مدال نقره، ۳ مدال برنز شده‌است.